# Адисон Реј
Адисон Реј Истерлинг (енгл. Addison Rae Easterling; Лафејет, 6. октобар 2000) америчка је певачица, глумица и плесачица. Истакла се током 2019. путем платформе TikTok, а касније се усредсредила на музику и глуму. Глумила је у филмовима Он је тај (2021) и Црни петак (2023). У јуну 2025. издала је студијски албум Addison.

## Биографија
Рођена је 6. октобра 2000. у Лафејету. Има два млађа брата, као и старију полусестру. Родитељи су јој се развели када је била мала, а потом су често били заједно па раскидали, док су се 2017. поново венчали. Са шест година је почела да се бави плесом, а такмичила се широм САД. Пре него што се преселила у Лос Анђелес због каријере, похађала је Државни универзитет Луизијане где је студирала новинарство, али је одустала након популарности на платформи TikTok.

## Дискографија
Студијски албуми
- (2025)

## Филмографија
| Улоге Адисон Реј |                    |               |              |             |
| Година           | Српски назив       | Изворни назив | Улога        | Напомена    |
| 2018.            | Тајни агент        |               | Марни (глас) |             |
| 2021.            | Он је тај          |               | Паџет Сојер  |             |
| 2023.            | Црни петак         |               | Габи         |             |
| 2024.            | Како време пролази |               | певачица     | кратки филм |